# سوق البلاغجية

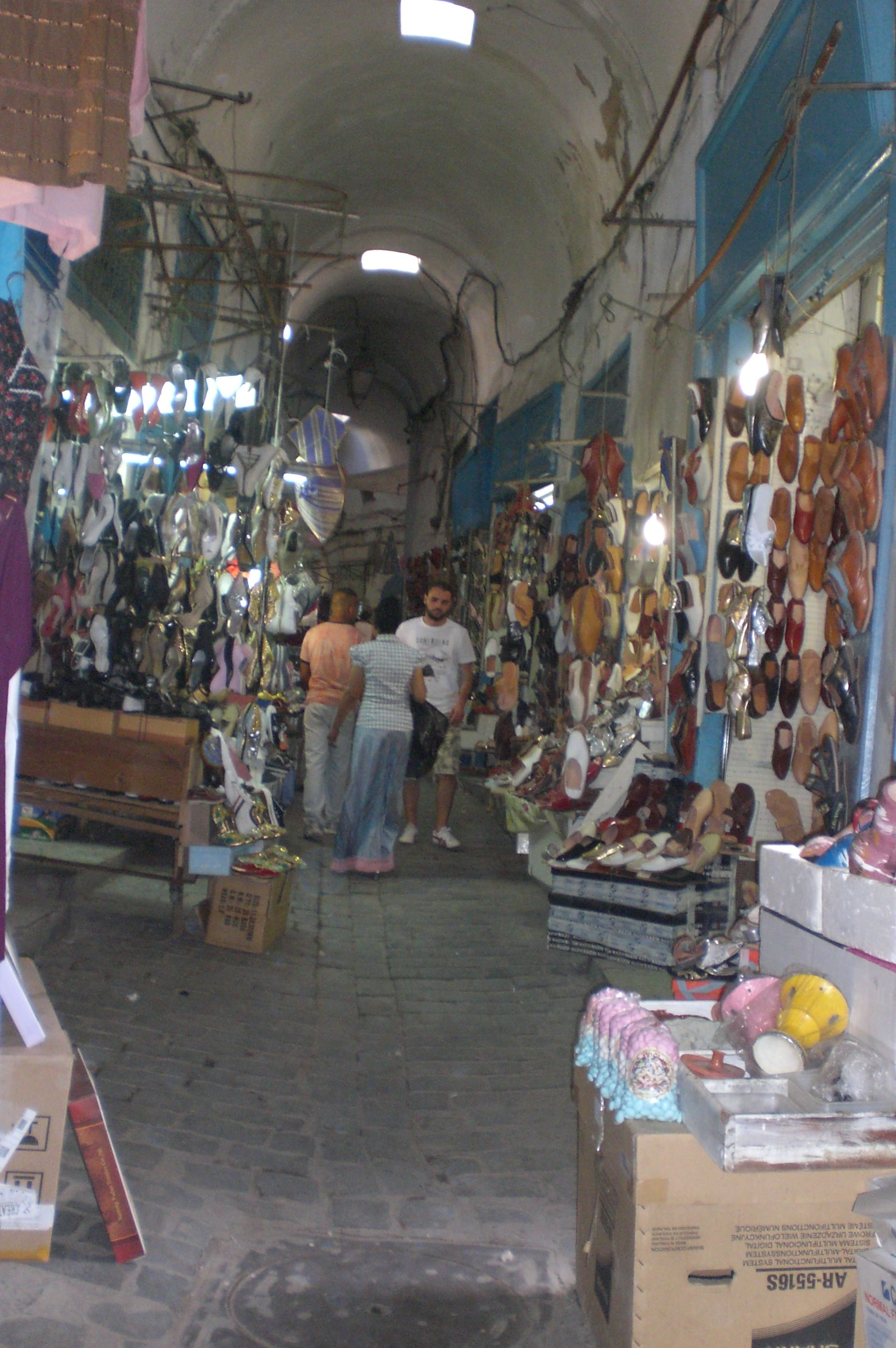
منظر من سوق البلاغجية

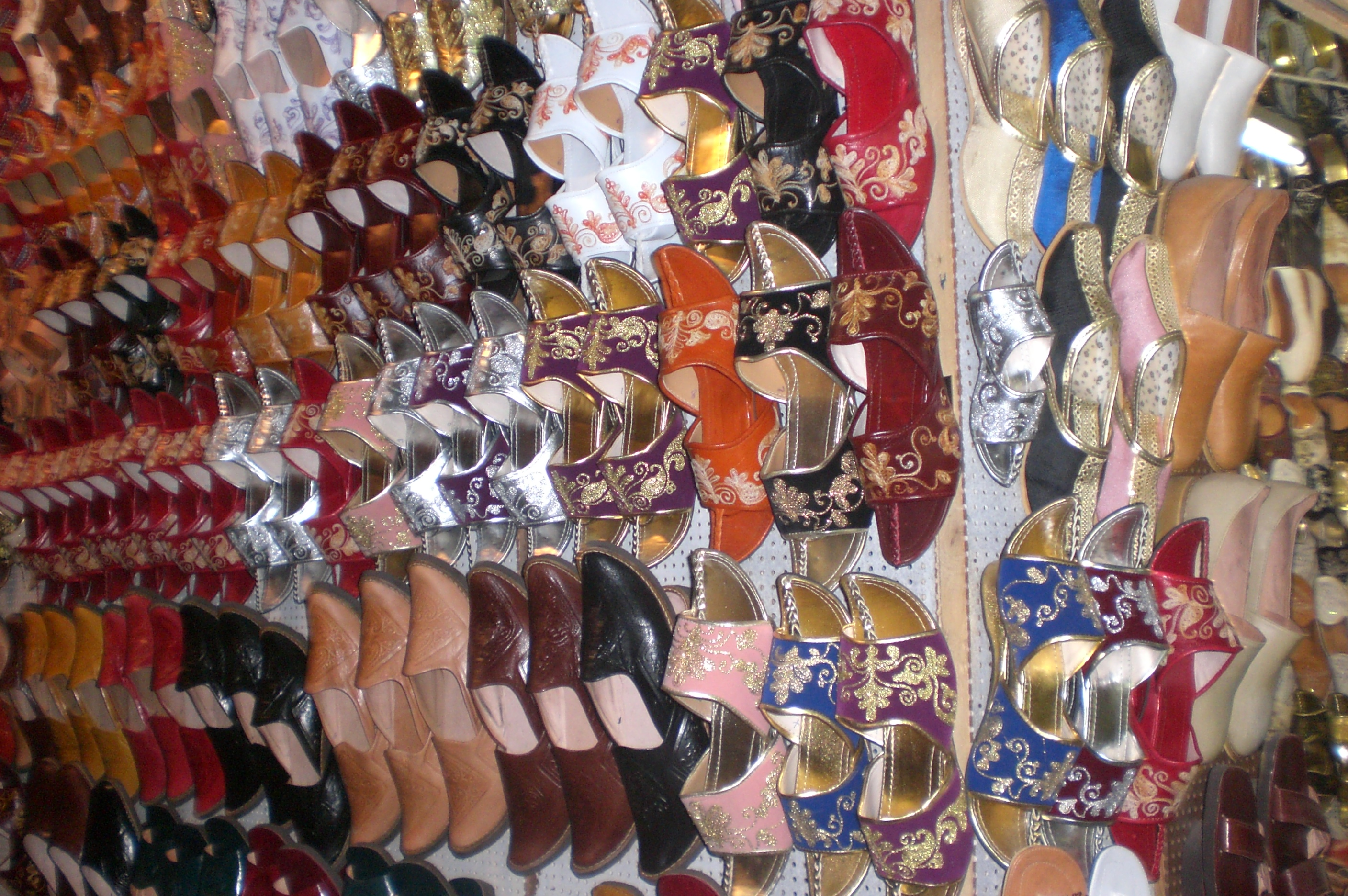
الأحذية التقليدية بسوق البلاغجية

سوق البلاغجية (أي سوق بائعي البلغة، وهي نوع من النعال العتيقة) سوق يقع بمدينة تونس العتيقة، بُني في عهد الدولة الحفصية، وكان يسمى في عهدهم سوق الشمّاعين (أي سوق بائعي الشمع).

## وصلات خارجية
- زيارة افتراضية ل سوق البلاغجية